# Inselbergue

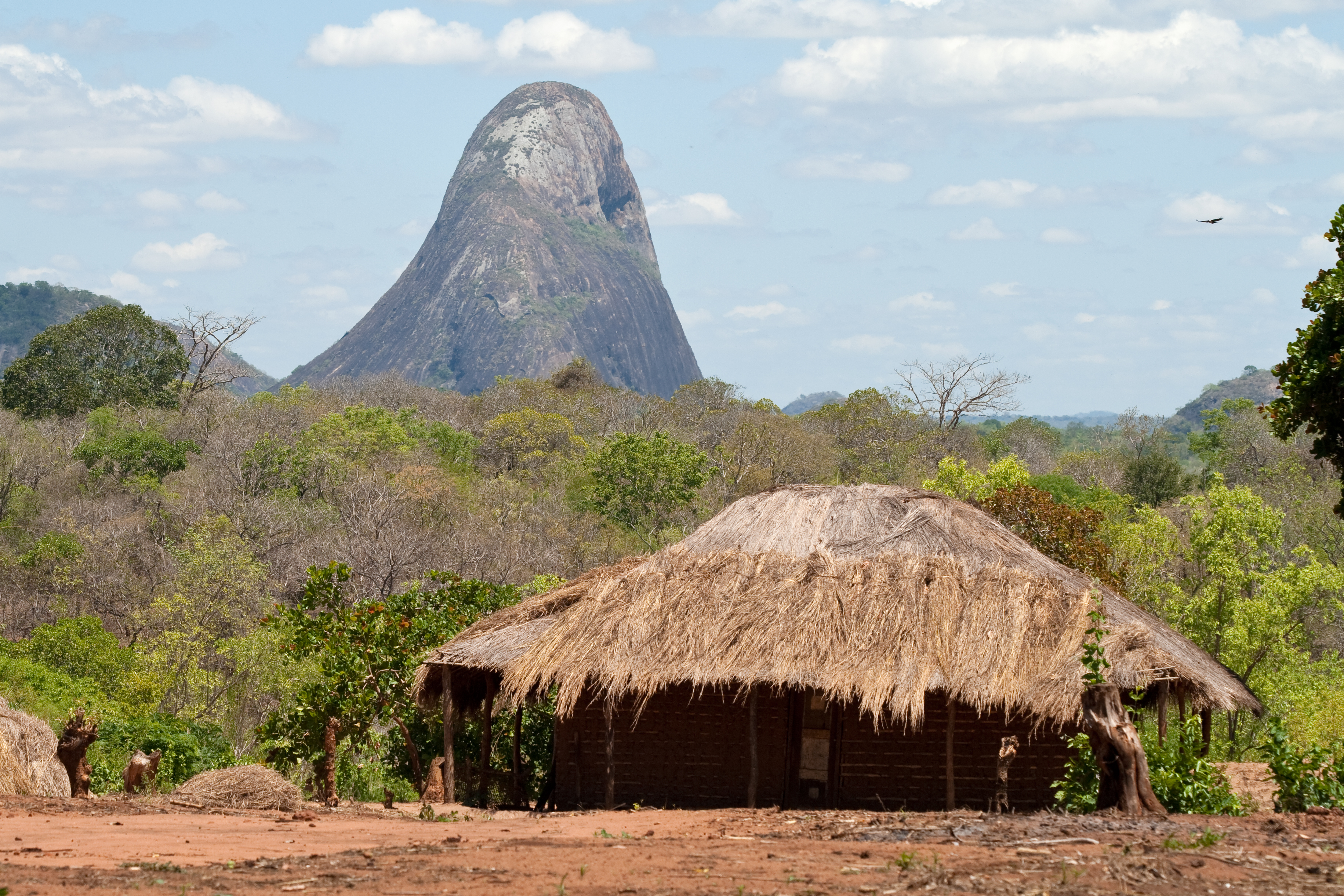
Inselbergue na província de Nampula, Moçambique.

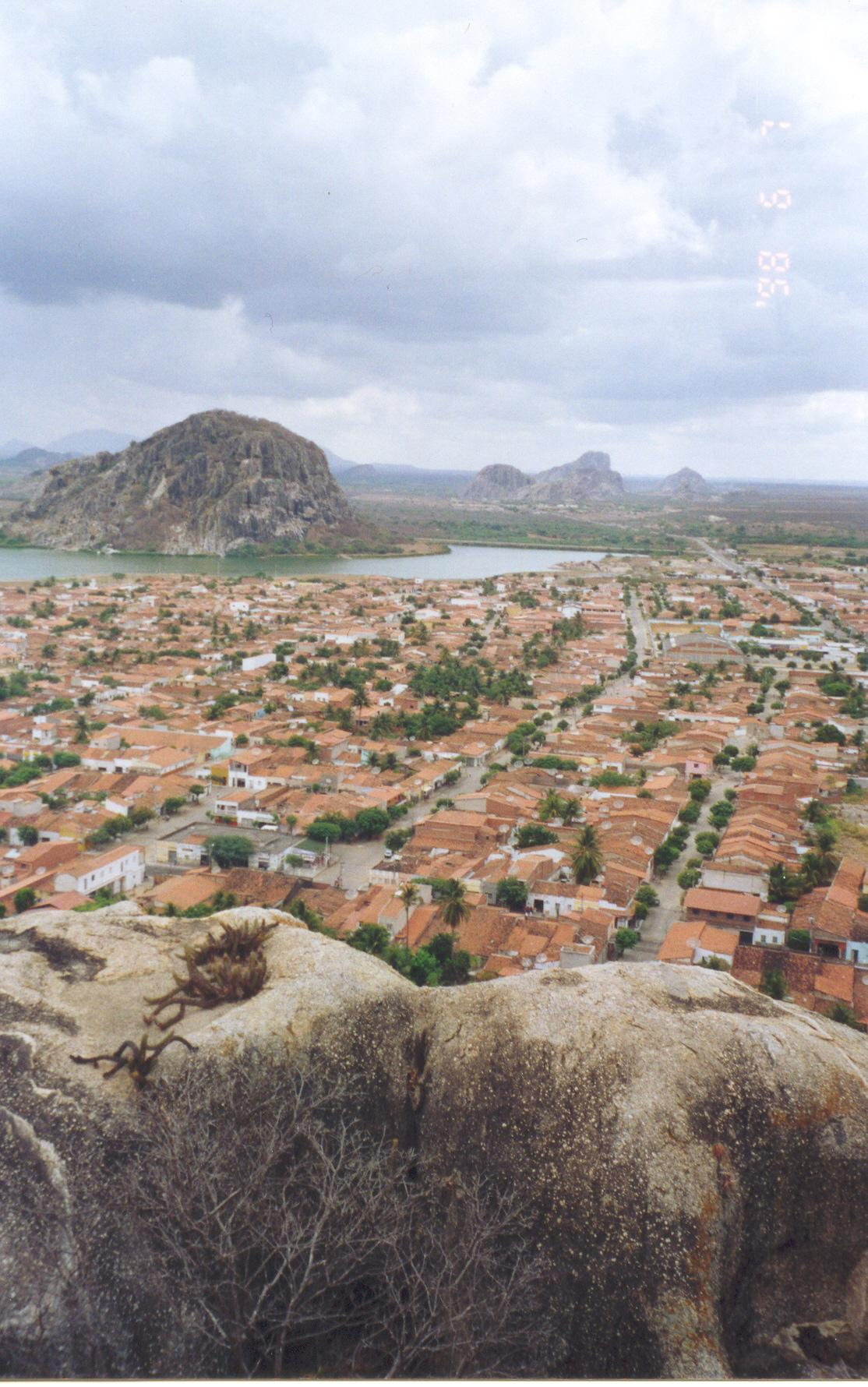
Inselbergues no município de Quixadá, Ceará

Inselbergue (em alemão: inselberg, lit. "monte ilha") ou monadnock é uma forma residual que apresenta feições variadas tais como crista, cúpula, e domo, cujas encostas mostram declives acentuados, dominando uma superfície de aplanamento superior.
O termo foi introduzido pelo geólogo alemão Friedrich Wilhelm Conrad Eduard Bornhardt em 1900 para caracterizar montanhas pré-cambrianas, geralmente monolíticas, de gnaisse e granito que emergem abruptamente do plano que as cerca.
No Brasil, são comuns inselbergues graníticos ou granitoides, tendo então uma forma esferoidal e de alta inclinação (cerca de 40º). É o caso do Pão de Açúcar, no Rio de Janeiro. Além destes, este relevo pode ser encontrado na região do Sertão nordestino, denominado "polígono das secas". Este tipo de formação também é muito comum na província de Nampula em Moçambique embora não muito exploradas pelo turismo no local.
Esses relevos são considerados "testemunhos", pois são os relevos que resistem ao processo de pediplanação e pedogênese.
Atualmente, independente da origem geológica, para fins ecológicos e florísticos, o termo designa formações rochosas que sustentam uma vegetação específica claramente diferenciada do plano que o cerca.
A vegetação desses ecossistemas destaca-se das demais por suas características florísticas, estruturais, fisionômicas e principalmente pelo elevado  endemismo. Os inselbergues são ecossistemas muito distintos e constituem refúgios importantes para pesquisa em biodiversidade, já que apresentam uma vegetação exclusiva e bem característica, associada a condições muito peculiares.
Esses ambientes encontram-se sob condições de estresse hídrico, altos níveis de radiação solar e apresentam pouca disponibilidade de substrato. Essas condições abióticas severas são fatores determinantes na adaptação das espécies encontradas  nesses locais, atuando diretamente na formação de ecótipos, raças locais e espécies biológicas. Desta forma, os inselbergues caracterizam-se por formarem áreas isoladas, com elevado endemismo, diversidade biológica e genética.
Apesar disso, ainda são pouco conhecidos em suas características florísticas, genéticas, padrões de distribuição de seus componentes e comportamento de suas populações vegetais.
Apenas recentemente foi reconhecida a importância dos inselbergues para o estudo da biodiversidade em vários aspectos. Como consequência, a flora dos inselbergues tem recebido nos últimos anos uma atenção considerável, com a publicação de diversos trabalhos em todo o mundo.